# Molophilus (Molophilus) grus
Molophilus (Molophilus) grus is een tweevleugelige uit de familie steltmuggen (Limoniidae). De soort komt voor in het Neotropisch gebied.